# Fiete Junge
Fiete Maik Junge (* 15. Januar 1992 in Hannover; † Juli 2018) war ein deutscher Kanusportler.
Junge hatte sich innerhalb des Kanusports auf die Disziplin Kanupolo spezialisiert und vertrat in dieser Sportart den RSV Hannover seiner Heimatstadt. Nach dem Abitur studierte er an der Georg-August-Universität in Göttingen Rechtswissenschaften und legte 2018 sein erstes Staatsexamen ab.
Junge nahm 2015 für die deutsche Nationalmannschaft an der 11. Europameisterschaft im Kanupolo teil und gewann mit der Herrenmannschaft die Goldmedaille. Bei den World Games 2017 nahm er für das deutsche Team im Kanupolo teil und errang mit der Herrenmannschaft ebenfalls Gold.
Für den Gewinn der Goldmedaille bei den World Games 2017 wurden Junge und die deutsche Herrenmannschaft im Kanupolo am 13. Oktober 2017 von Bundespräsident Frank-Walter Steinmeier mit dem Silbernen Lorbeerblatt ausgezeichnet. Im Juli 2018 starb Fiete Junge an der Folge einer Hirnhautentzündung.